# Laura de Boer
Laura de Boer est une actrice néerlandaise née le 26 février 1983 à Amsterdam.

## Biographie
En 2006, elle a étudié le théâtre à Arnhem. Elle travaille ensuite au Nationale Toneel, le théâtre national du Pays-Bas, où elle  joue dans une adaptation du Journal d'Anne Frank,.

## Filmographie
- 2008 : Tiramisu
- 2009 : Julia's Hart
- 2010 : De Nobelprijswinnaar ( le lauréat du prix Nobel )
- 2011 : Soko Stuttgart
- 2012 : Du hast es versprochen (Forgotten)
- 2014 : Immer wieder anders
- 2015 : Cord
- 2016 : Tunnel (SérieTV [Saison 2])
- 2016 : A dangerous fortune
- 2017 : Der Tod und das Mädchen (Le procès de l'innocence)
- 2018 : Mute
- 2018 : ku'damm 59
- 2019 : Brecht, téléfilm biographique en deux parties de Heinrich Breloer : Isot Kilian